# Mangalis
Der Mangalis war ein kleines ostindisches Gewichtsmaß. Er ist vom Mangelin zu unterscheiden. Das Maß wurde nur zum Wiegen von Diamanten genommen. Andere Edelsteine, wie zum Beispiel Smaragde, wog man nach dem Catis.
- 1 Mangalis = 5 Gran
- 1 Catis = 3 Gran

Der Mangelin war auch ein kleines Maß in den ostindischen Regionen. Anwendung fand das Maß in den Bergwerken für Diamanten. Es galt
- 1 Mangelin = 7 Gran